# Floruit
Floruit (w skrócie fl. lub flor.) – forma osobowa (3 os. l. poj. perfectum) łacińskiego czasownika floreo, florere, florui, oznaczająca „kwitł”, „kwitła”, „kwitło” i używana dla wskazania okresu, w którym ktoś (lub coś, np. jakaś szkoła, gatunek albo ruch społeczny czy polityczny) był aktywny.
Zwykle określenie to jest używane w odniesieniu do szczytu aktywności danej osoby, ruchu, gatunku itp. Często używa się go w genealogii i w opisach historycznych, gdy daty narodzin lub śmierci danej osoby nie są znane, ale istnieją inne dane, które pozwalają określić okres, w którym była czynna.
Takiego zapisu używa się też w pracach dotyczących historii sztuki przy datowaniu lat kariery artystów i literatów. W tym kontekście zapis ten oznacza okres aktywności artystycznej bądź literackiej, a nie okres życia danej osoby.